# Honda Africa Twin
Le terme Africa Twin  désigne un modèle de moto à vocation trail, produit par la marque Honda entre 1986 et 2003 ainsi que depuis 2016.

## Historique
Cette moto était une machine conçue au départ presque exclusivement pour le rallye-raid ; c'est l'époque où le Paris-Dakar est à son apogée et la guerre entre constructeurs de motos japonais fait rage sur l'épreuve. Honda répond présent avec la série des NXR qui seront le point de départ de la 650 XRV Africa Twin qui sera commercialisée à partir de 1988.

## Évolution

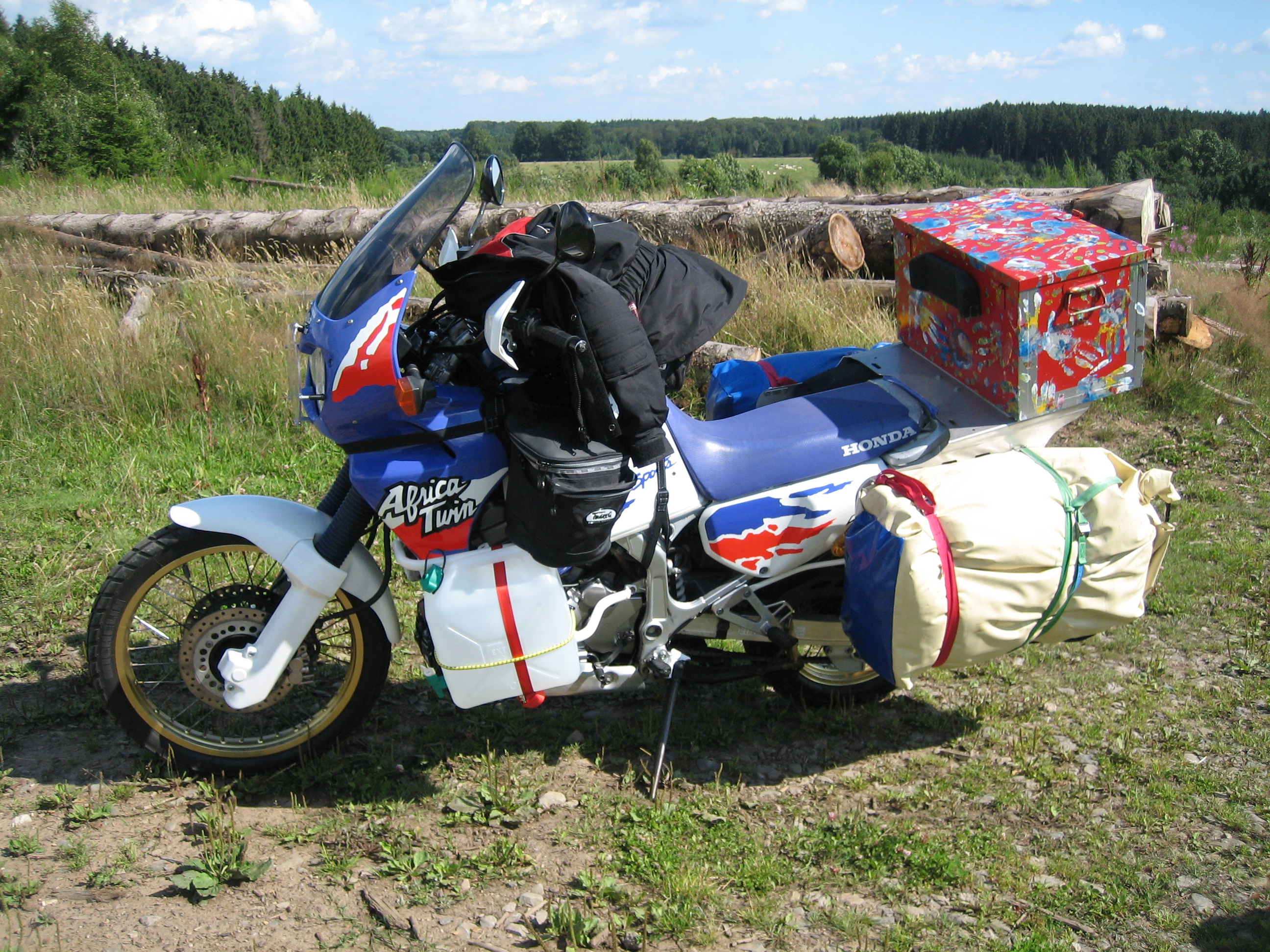
Une 750 équipée pour voyager.

À partir de 1990, Honda sort la 750 XRV Africa Twin (748 cm3, 81 × 72 mm), la 650 restant toujours commercialisée. Les deux modèles resteront au catalogue jusqu'en 1992.
La 750 bénéficie d'un frein avant à deux disques de 276 mm de diamètre, pincés par des étriers double pistons.
En 1993, les 750 XRV Africa Twin reçoivent un nouveau cadre, un nouvel habillage et la puissance du moteur est poussée à 62 ch.
La tête de fourche est redessinée en 1996 et de nouvelles couleurs font leur apparition pour ce millésime. Puis, hormis quelques modifications mineures et de nouveaux coloris, la machine n'évoluera plus jusqu'à la fin de sa production en 2003.

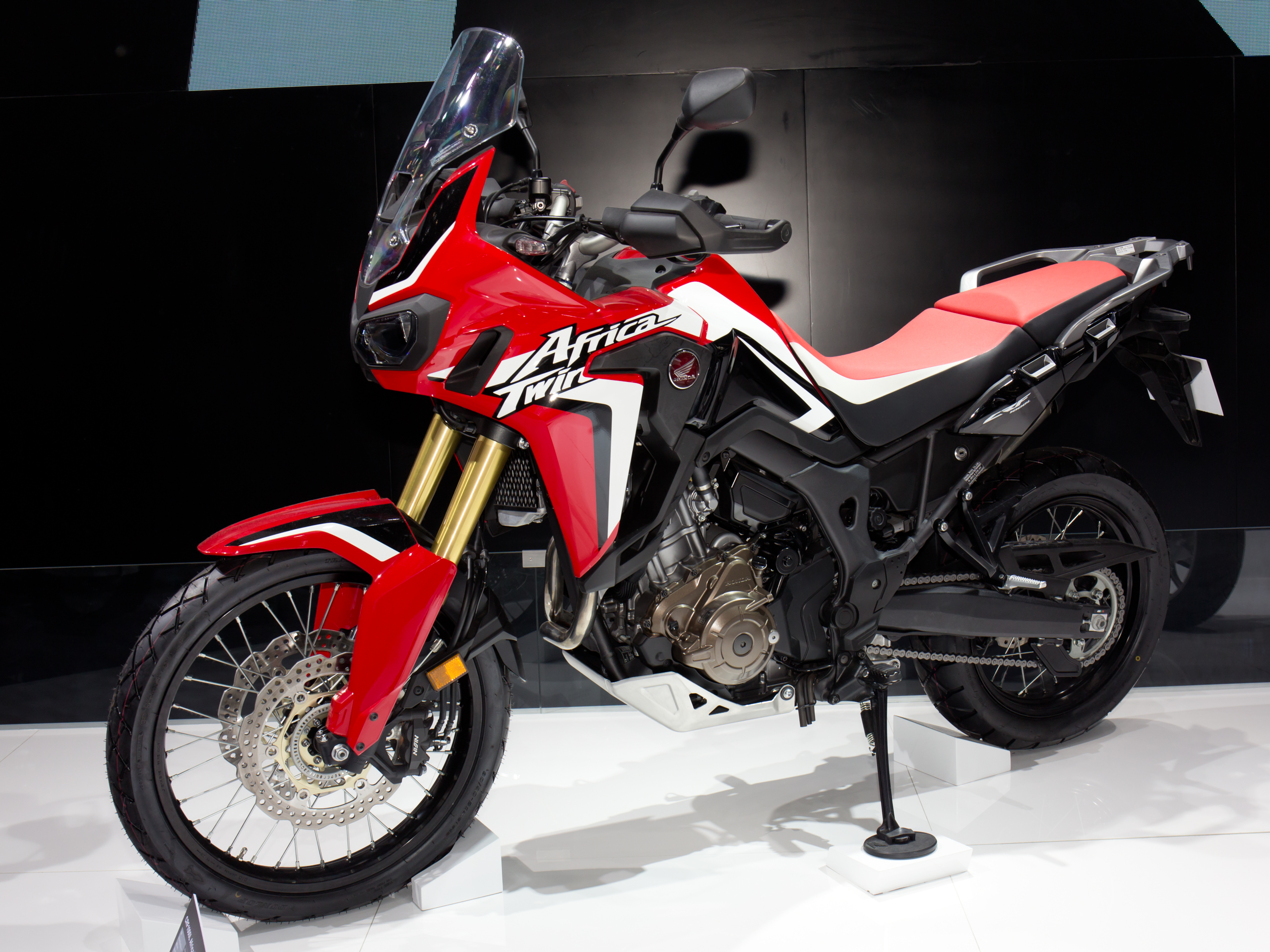
Honda CRF 1000 L en 2016.

La compagnie relance la commercialisation du modèle avec la CRF 1000 en 2016.

## Dénominations
- La 650 XRV Africa Twin est commercialisée sous le type RD03.
- La 750 XRV Africa Twin est commercialisée sous le type RD04 jusqu'en 1992, sous le type RD07 de 1993 à 1995, puis RD07A à partir de 1996.